# Poezja Picassa
Poezja Picassa i inne dzieła pisemne stworzone przez Pabla Picassa są często pomijane podczas dyskusji o jego karierze. Pomimo jego czynnego udziału w strefie literackiej, Picasso nie stworzył żadnego dzieła przed 53 rokiem życia. W 1935 zaprzestał malunku, rysunku i rzeźby i poświęcił się sztuce poezji. Wkrótce powrócił do swoich wcześniejszych zajęć, ale kontynuował swoje eksperymenty literackie. Stworzył setki wierszy, między innymi El entierro del Conde de Orgazc (Pogrzeb Hrabiego Orgaza).

## Zaangażowanie w literaturę

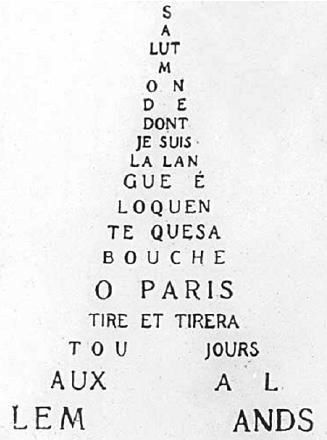
Kaligram Guillauma Alberta Apollinaira

Kiedy przybył do Paryża na początku XX wieku Picasso szybko poznał różnych modernistycznych pisarzy. Jednym z nich był Max Jacob, francuski poeta i artysta, który pomógł Picassowi nauczyć się języka francuskiego. Jacob pozwolił Picassowi mieszkać w swoim pokoju zanim malarz przeniósł się do Bateau-Lavoir. Hiszpan przedstawił później swojego przyjaciela jako jednego z Trzech Muzyków. Dzięki Jacobowi, Picasso poznał najpopularniejszych członków paryskiej społeczności artystycznej, między innymi krytyka sztuki Guillauma Apollinaira. Krytyka dzieł Picassa pomogła obydwóm zdobyć rozgłos we francuskiej prasie. Picasso otrzymał od Apollinaira oryginalny manuskrypt jego powieści Les Onze Mille Verges.
Amerykańska kolekcjonerka i pisarka Gertrude Stein była pierwszą patronką artysty. Picasso brał udział w przyjęciach mających miejsce w domu Stein, gdzie miał szansę poznać pisarzy takich jak James Joyce, Ernest Hemingway i F. Scott Fitzgerald.
André Salmon to inny znany poeta powiązany z Picassem. Zorganizował w 1916 roku wystawę, gdzie po raz pierwszy pokazano Panny z Awinionu. Malarz współpracował również z poetą Pierre’em Reverdym, z którym później napisał zbiór wierszy Le Chant des Morts (Piosenka Zmarłych), odpowiedź na okrucieństwa wojny, a także powieściopisarzem Blaise’em Cendrarsem, o którym Hemingway powiedział: "Kiedy kłamie, jest bardziej interesujący niż wielu ludzi opisujących prawdziwą historię"; oraz Jeanem Cocteau, który napisał scenariusz do baletu Parade, do którego Picasso stworzył scenografię i kostiumy.
Fotograf Brassaï, dobry znajomy Picassa, powiedział, że nigdy nie zauważono artysty z książką. Niektórzy znajomi malarza twierdzili, że czytał po zmroku, ale krytyk i autor John Golding spekulował, że Picasso "absorbował informację przysłuchując się rozmowom jego znajomych pisarzy i innych intelektualistów." Picasso brał jednak czynny udział przy tworzeniu dzieł literatury. Zilustrował ponad pięćdziesiąt książek, a przy setce innych zajmował się introligatorstwem.

## Dzieła stworzone w latach 1935-1959

### Wczesne dzieła
Żona Picassa Olga Khokhlova porzuciła go w 1935 roku. Tego lata, zamiast opuścić Paryż, Picasso został w domu, szukając izolacji w le Château de Boisgeloup w Gisors. Według jego przyjaciela i biografa Rolanda Penrose'a, "Picasso nikomu nie powiedział, co zapisywał w swoim małym notatniku, który chował kiedy ktoś wchodził do pokoju"

Niektóre z pierwszych prób poetycznych ekspresji Picassa wykorzystywały kolorowe plamy jako reprezentacje przedmiotów. Porzucił to podejście aby skupić się na słowach, a jego wczesne prace wykorzystywały obrazy i jego własną metodę przerywania tekstu myślnikami różnej długości. Porzucił jednak interpunkcje, wyjaśniając Braque'owi:

"Interpunkcja jest koteką, skrywającą intymne części literatury."
W 1935, w liście do swojego syna matka Picassa napisała "Mówią mi że piszesz. Wierzę, że jesteś w stanie zrobić wszystko. Jeśli kiedyś powiedzą mi, że prowadzisz mszę, uwierzę tak samo." W tym samym roku André Breton napisał o poezji Picassa do francuskiego dziennika artystycznego Cahiers d'art. Stwierdza tam, że "Całe strony są niczym pióra papugi, pełne jasnych kolorów." Penrose opisuje jak w następującym fragmencie "słowa zostały użyte tak, jak malarz używa kolorów.":

wsłuchaj się w godzinę swojego dzieciństwa gdzie biel w niebieskim wspomnieniu graniczy z bielą w jej niebieskich oczach i kawałek indigo nieba srebra biel biel przenika kobalt biały papier który wydziera niebieska łza atramentu niebieskie jego ultramarynowe spływy które tak uwielbia biel niebieski odpoczynek poruszony w ciemnej zielonej ścianie zieleni która zapisuje swoją przyjemność blada zieleń deszczu spływającego żółtą zielenią...
-Fragment wczesnego wiersza Picassa.
Przez ponad sześć tygodni wiosną 1936 roku Picasso wysłał serię listów do swojego "najbliższego i oddanego przyjaciela", poety i artysty Jaimego Sabartésa. Penrose zauważa, że "tak częste wysyłanie listów było niezwykłe, wręcz niepokojące, wskazujące na nerwowość." 23 kwietnia Picasso napisał w swoim liście, że "od tego wieczoru porzucam malunek, rzeźbę, grawerowanie i poezję, aby skupić się na śpiewie." Jednak cztery dni później, Picasso napisał, że "będę kontynuował pracę niezależnie od śpiewu."
Tak jak jego obrazu, poezja Picassa może być interpretowana na wiele sposobów. Większość jego wierszy nie posiada tytułu. Podane są tylko daty powstania utworów. Sabartés wspomina, że "kiedy mówił o swoich zapiskach, zawsze twierdził, że nie chce opowiadać historii czy opisywać przeżyć, ale tworzyć je dźwiękiem słów; nie używać ich jako środka ekspresji, ale pozwolić im mówić za siebie, tak jak czasem robił to z kolorami"

### Sen i kłamstwo Franca
Sen i kłamstwo Franca wydane było w formacie podobnym do popularnych hiszpańskich komiksów aleluyas, i zostało nazwane "wyjątkową fuzją słów i obrazów". Historyk sztuki Patricia Failing twierdzi, że Picasso (który nigdy wcześniej nie stworzył czegokolwiek związanego z polityką) "robi coś niezwykłego, tworzy pracę wyłącznie w celach politycznych i propagandowych." Sen i kłamstwo Franca miało być sprzedawane jako seria pocztówek w celu zdobycia funduszy dla Frente Popular. Jeden z paneli przedstawia Franca jako fallusa w wojskowym bucie, machającego flagą i mieczem. Inny przedstawia dyktatora jedzącego martwego konia. Inne obrazy przywoływane przez prozę i widoczne na rycinach zapowiadają ikoniczną Guernicę – z czterech finałowych scen, trzy są bezpośrednio połączone z tym obrazem. 
 srebrne dzwony i sercowate muszle i wnętrzności w warkocz

 mały palec w erekcji nie winogrono i nie figa.

 szkatułka na ramieniu pełna kiełbas i ust

 gniew wypaczający rysunek cienia miotającego zęby

 wbity w piach koń otwarty z góry do dołu w słońcu.

 krzyki dzieci krzyki kobiet krzyki ptaków krzyki kwiatów krzyki drzew i kamienny krzyk cegieł

 krzyki mebli łóżek krzeseł zasłon zapiekanek kotów i papierów krzyki zapachów drapiących się nawzajem

 dymu który nadgryza gardło krzyków warzonych w kotle

 i deszcz ptaków zalewających morze zjadające kości i łamiąca gryz zębów

 bawełna którą słońce wyciera swój talerz, który giełda i bank chowają w śladach wbitych w kamień.

 Fragmenty Snu i kłamstwa Franco (1937)
Golding sugeruje, że "być może Sen i kłamstwo Franca, bardziej niż jakakolwiek inna praca Picassa, przełamuje różnice pomiędzy myślą, tekstem i obrazem – efekt tak bardzo pożądany przez surrealistów." Jednak w recenzji rycin dla The Spectator w 1937 historyk sztuki (i członek siatki szpiegów Cambridge Five) Anthony Blunt, narzeka, że praca "nie dociera do wszystkich odbiorców, a tylko do małej grupy estetów."

### Sztuki
Picasso napisał dwie "surrealistyczne" sztuki, Le Désir attrapé par la queue (Pożądanie złapane za ogon) zimą 1941 roku i Les Quatre Petites Filles (Cztery małe dziewczynki) w 1949. W 1952 roku Picasso napisał drugą wersję Les Quatre Petites Filles pod tym samym tytułem. W dziele zastosowano technikę strumienia świadomości. Niektórzy krytycy sądzą, że Picasso nigdy nie chciał wystawiać sztuki, miała być tylko czytana, tak jak podczas swojej premiery. Reżyserem był Albert Camus, a obok Picassa wystąpili Jean-Paul Sartre, Valentine Hugo i Simone de Beauvoir. Została wystawiona po raz drugi w 1984 przez Muzeum Guggenheima.

### Pogrzeb hrabiego Ograza
Tytuł dzieła pochodzi od obrazu El Greco. Oryginalnie został opublikowany w 263 egzemplarzach. Picasso pisał Pogrzeb... przez dwa lata, od stycznia 1957 roku do czerwca 1959. Tak jak większość pisemnych dokonań malarza, pracy nie można łatwo sklasyfikować. Tekst (napisany kolorową kredą lub ołówkiem) nie opisuje scen przedstawionych na rycinach. Przyjaciel Picassa, Raphael Alberti, napisał przedmowę utworu, gdzie stwierdził, że "tutaj jest wynalazca... wielkiej poplątanej poezji – Pablo sadzi szkic na powierzchni strony, a on rośnie w całą populacje."
Pogrzeb hrabiego Ograza to wynik wspomnień i przemyśleń Picassa na temat jego ojczyzny, Andaluzji. W tekście pojawiają się wulgarne postacie, z imionami takimi jak "Don Sczur" i "Don Kaszanka". 
wreszcie przybyły karty ogłaszające świętowanie w noc poniedziałkową i następny
ranek, o wschodzi wszędzie były ognie i robaki w każdym odbycie i palmy cukrowe w każdym oknie
-Fragment Pogrzebu Hrabiego Ograza (1959)
Pogrzeb... został opisany jako "jedna z najlepszych ekspresji białej prozy, która powstała z literackiej awangardy."

## Myśli Picassa
duże jądra mojej babci

 świecą pomiędzy ostami

 i tam gdzie krążą młodsze dziewczyny

 tam szlifierki ostrzą swoje gwizdy

 23 lutego 1955, dla Don Jaime Sabartés
..ale jaka cisza jest głośniejsza od śmierci mówi pizda do pizdy

 drapiąc front jej anusu eleganckim sposobem

 Fragment wiersza z 13 października XXXVI
Poza przyzywaniem kolorów, dźwięków, zapachu i smaku dzieła Picassa pokazują fascynację seksem i skatologią. Zadziwiające zdania, takie jak "zapach skórki chleba marynowanej w moczu", "bez spodni, jedząc swoją torbę frytek z gówna" czy "kardynał chujów i arcybiskup cip". W swoich badaniach nad podświadomymi czynnikami procesu twórczego, James W. Hamilton twierdzi, że część prozy Picassa "budzi niepokój kanibalistycznym gniewem skierowanym w stronę piersi"
Handlarz sztuki Daniel-Henry Kagnweiler był jednym z pierwszych, którzy wspierali Pablo Picasso i innych kubistów. W 1959 wspominał, że "Picasso, po przeczytaniu mi jego wierszy ze swojego notatnika, powiedział do mnie: 'Poezja – ale wszystko co znajdziesz w tych wierszach znajdziesz też w moich obrazach. Tak wielu malarzy zapomniało o poezji w swoich obrazach. A to jest najważniejsza rzecz – poezja."
"Wiersze? Tam leżą setki wierszy. Kiedy zacząłem je pisać, chciałem przygotować sobie paletę słów, tak jak bym miał do czynienia z kolorami. Wszystkie te słowa zostały wyważone, przefiltrowane i poddane ekspertyzie. Nie poddaje się spontanicznemu wyrażaniu podświadomości." Artysta wielokrotnie powtarzał "Długo po mojej śmierci moje zapiski staną się znane, a w encyklopediach będzie napisane: 'Picasso, Pablo Ruiz – hiszpański poeta, zajmujący się też malowaniem, rysowaniem i rzeźbieniem.'"

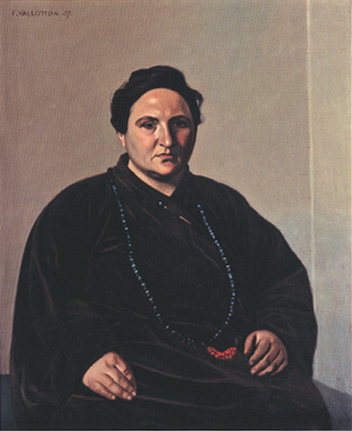
Portret Gertrude Stein

## Krytyka
W liście z 1935 roku Stein napisała do swojego przyjaciela: "Pisze poezje, piękną poezje, sonety Michała Anioła." Później, kiedy spotkała się z Picassem w galerii, nastawienie Stein uległo dużej zmianie: "Powiedziałam mu, gdy łapałam go za klapy jego płaszcza i potrząsając nim: 'W porządku robisz to wszystko żeby pozbyć się nadmiaru tego wszystkiego w porządku w porządku rób to dalej ale nie zmuszaj mnie żebym powiedziała ci że to poezja' i potrząsnęłam nim jeszcze raz" Partnerka Stein, Alice B. Toklas, napisała w maju 1949: "Problemem Picassa jest to, że pozwolił sobie myśleć, że jest też poetą."
Pisarz Micheal Leiris porównał dzieła Picassa do Finnegarów tren Joyca. Stwierdził, że: "Nie mogli być zaspokojeni słowami. [Zarówno Joyce jak i Picasso] Oboje mieli taką samą możliwość promowania języka jako prawdziwej rzeczy.. .. i użycia go z niesamowitą wręcz wolnością"

## Wpływ
Poeta-laureat Kalifornii Juan Felipe Herrara, został zainspirowany do pisania o swojej młodości przez Trozo de Piel (Kawałek Skóry, napisany w Cannes 9 stycznia 1959 roku).